# Апостольский нунций в Зимбабве
Апостольский нунций в Республике Зимбабве — дипломатический представитель Святого Престола в Зимбабве. Данный дипломатический пост занимает церковно-дипломатический представитель Ватикана в ранге посла. Апостольская нунциатура в Зимбабве была учреждена на постоянной основе в 1981 году. Её резиденция находится в Хараре.
В настоящее время Апостольским нунцием в Зимбабве является архиепископ Януш Урбаньчик, назначенный папой Франциском 25 января 2024 года.

## История
Святой Престол и Зимбабве установили дипломатические отношения 26 июня 1980 года.
В 1981 году была учреждена Апостольская нунциатура в Зимбабве, с резиденцией в Хараре. До 1993 года апостольский нунций также занимал пост апостольского делегата в Мозамбике и имел титул апостольского пронунция.

## Апостольские нунции в Зимбабве

### Апостольские пронунции
- Франческо Коласуонно, титулярный архиепископ Труента — (7 марта 1981 — 8 января 1985 — назначен апостольским пронунцием в Югославии).
- Патрик Коувни, титулярный архиепископ Сатриано — (27 июля 1985 — 25 января 1990 — назначен апостольским нунцием в Эфиопии).
- Джачинто Берлоко, титулярный архиепископ Фидене — (15 марта 1990 — 17 июля 1993 — назначен апостольским нунцием в Коста-Рике).

### Апостольские нунции
- Пётр Павел Прабху, титулярный архиепископ Титули Нумидийской — (13 ноября 1993—2002, в отставке).
- Эдвард Джозеф Адамс, титулярный архиепископ Скалы — (25 ноября 2002 — 24 августа 2005 — назначен апостольским нунцием на Филиппинах).
- Георг Кочерри, титулярный архиепископ Отоны — (22 декабря 2007 — 6 июля 2013 — назначен апостольским нунцием в Бангладеш).
- Марек Залевский, титулярный архиепископ Африки — (25 марта 2014 — 21 мая 2018 — назначен апостольским нунцием в Сингапур и апостольским делегатом во Вьетнам).
- Паоло Руделли, титулярный архиепископ Мессембрии — (25 января 2020 — 19 июля 2023 — назначен апостольским нунцием в Колумбии).
- Януш Урбаньчик, титулярный архиепископ Воли — (25 января 2024 — по настоящее время).